# Zusatzweiterbildung Balneologie und Medizinische Klimatologie
Die Zusatzweiterbildung Balneologie und Medizinische Klimatologie ist eine in der Musterweiterbildungsordnung der deutschen Bundesärztekammer von 2018 (MWBO) aufgeführte Zusatzweiterbildung in Balneologie und Medizinische Klimatologie für Fachärzte in einem Gebiet der unmittelbaren Patientenversorgung. 
Die Bezeichnung „Badearzt“ oder „Kurarzt“ kann geführt werden, wenn der Arzt in einem amtlich anerkannten Kurort tätig ist.

## Definition
Die Zusatz-Weiterbildung Balneologie und Medizinische Klimatologie umfasst in Ergänzung zu einer Facharztkompetenz die Anwendung balneologischer Heilmittel und therapeutischer Klimafaktoren in Prävention, Therapie und Rehabilitation.

## Mindestanforderung
Um die Bezeichnung Balneologie und Medizinische Klimatologie führen zu dürfen, müssen Ärzte
- über die Facharztanerkennung in einem Gebiet der unmittelbaren Patientenversorgung verfügen und zusätzlich
- einen Weiterbildungskurs in Balneologie und Medizinische Klimatologie mit einem Umfang von 80 Stunden absolviert haben.[2][1]

Bei der Anmeldung zur Weiterbildungsprüfung müssen der zuständigen Ärztekammer sämtliche Nachweise über die erfüllten Mindestanforderungen vorgelegt werden. Dazu gehören auch die Logbuch-Dokumentationen über alle durch die MWBO vorgegebenen Inhalte der Weiterbildung.

## Inhalte der Weiterbildung
Zur Weiterbildungsprüfung muss man darlegen können, dass man Kenntnisse, Erfahrungen und Fertigkeiten unter anderem in folgenden Bereichen erlangt hat:
- Grundlagen der Wirkungsmechanismen der Balneologie und Klimatherapie
- Charakteristika, Wirkungen, Indikationen, Kontraindikationen und Evidenz von Therapiemitteln und Anwendungsformen 
  - der Balneologie und
  - medizinischen Klimatologie (siehe Klimatherapie)
- Praktische Demonstration und/oder Selbsterfahrung bei der Anwendung von Therapiemitteln der Balneologie und medizinischen Klimatologie
- Indikationsstellung und Verordnungsweise
  - Indikationsstellung, Dosierung und Verordnungsweise balneologischer Therapiemittel und klimatologischer Wirkfaktoren einschließlich spezifischer Funktionsdiagnostik
  - Indikationsstellung bei spezifischen Krankheitsbildern unter Berücksichtigung von Kontraindikationen und von individuellen Reaktionsmustern
- Kurorttherapeutische Konzepte
  - Definition der Kurorttherapie und spezielle Aufgaben des Badearztes
  - Grundlagen der Ernährungsmedizin
  - Verhaltenspräventive Aspekte
  - Auswahl und Indikationsstellung kurorttherapeutischer Konzept.[1]

Die Inhalte der Musterweiterbildungsordnung sind allerdings nur eine Empfehlung für die rechtsverbindlichen Weiterbildungsordnungen der Landesärztekammern, die hiervon abweichende Regelungen treffen können.